# Nagehan Gül
Nagehan Gül (ur. 14 maja 1985 w Çırdak) – turecka bokserka wagi piórkowej, czterokrotna medalistka mistrzostw Europy (2005, 2007, 2009, 2011) oraz mistrzyni Unii Europejskiej (2007).
Na mistrzostwach Europy łącznie startowała sześć razy (2004, 2005, 2006, 2007, 2009, 2011). Czterokrotnie zdobywała brązowe medale w kategorii do 57 kg.
Gül nigdy nie zdobyła medalu na mistrzostwach świata, trzykrotnie dochodząc do ćwierćfinału imprezy w roku 2005, 2006 i 2008.
W finale Mistrzostw Unii Europejskiej 2007 pokonała Polkę Karolinę Graczyk.